# Bucculatrix canariensis
Bucculatrix canariensis är en fjärilsart som beskrevs av Walsingham 1908. Bucculatrix canariensis ingår i släktet Bucculatrix och familjen kronmalar. Inga underarter finns listade i Catalogue of Life.

## Bildgalleri

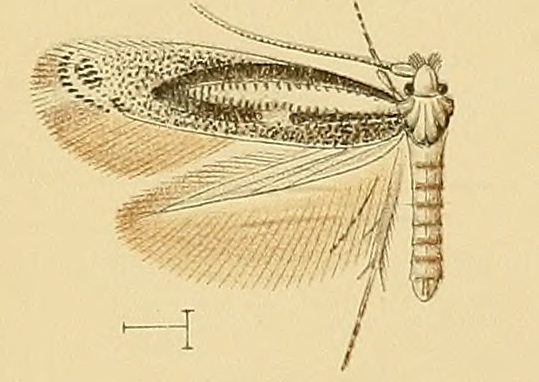